# Kristian Solmer Vedel
Kristian Solmer Vedel (* 2. März 1923; † 5. März 2003) war ein dänischer Industriedesigner.

## Leben

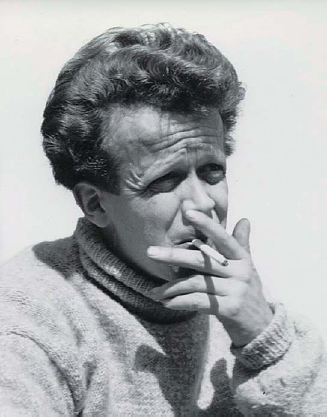
Kristian Vedel 1958

1942 schloss er seine Lehre als Tischler ab. Von 1944 bis 1945 war er Gaststudent bei Professor Kaare Klint an der Möbelabteilung der Königlichen Akademie der Schönen Künste in Kopenhagen. 1946 schloss er sein Studium an der Abteilung für Möbeldesign der Schule für Kunst, Handwerk und Design in Kopenhagen ab, wo er von 1953 bis 1956 auch Vorlesungen hielt. Von 1947 bis 1949 war er Vorsitzender der Danish Furniture Designers. Er war maßgeblich an der Gründung der Industrial Designers of Denmark beteiligt und fungierte von 1966 bis 1968 als erster Vorsitzender der Gesellschaft. Seine Werke sind stark vom deutschen Bauhaus-Stil beeinflusst. 
1950 heiratete er Birgit (geb. Arnfred) und 1954 gründeten sie ein Designstudio in Humlebæk, außerhalb von Kopenhagen. Das Paar hatte vier Kinder, 1961 wurde diese Ehe geschieden. Vedel heiratete 1961 seine zweite Frau, Ane (geb. Pedersen).
Zwischen 1968 und 1971 organisierte und leitete Kristian Vedel die Abteilung für Industriedesign an der Universität von Nairobi in Kenia.
Er und seine Frau Ane kehrten 1972 nach Dänemark zurück, um auf Thyholm im Nordwesten Jütlands ein Designstudio zu eröffnen. Auf Thyholm widmete Kristian Vedel die meiste Zeit der Bewirtschaftung der umliegenden Landschaft, der Zucht von Shropshire-Schafen und der Erforschung der Verwendung ihrer Wolle, Häute und ihres Fleisches.
Vedel starb am 5. März 2003, kurz nach seinem 80. Geburtstag in Humlebæk.

## Werke
- Kinderstuhl (1951)[3]
- Large Bird (1959)[4]
- Sessel Modus Set Søren Willadsen[5]

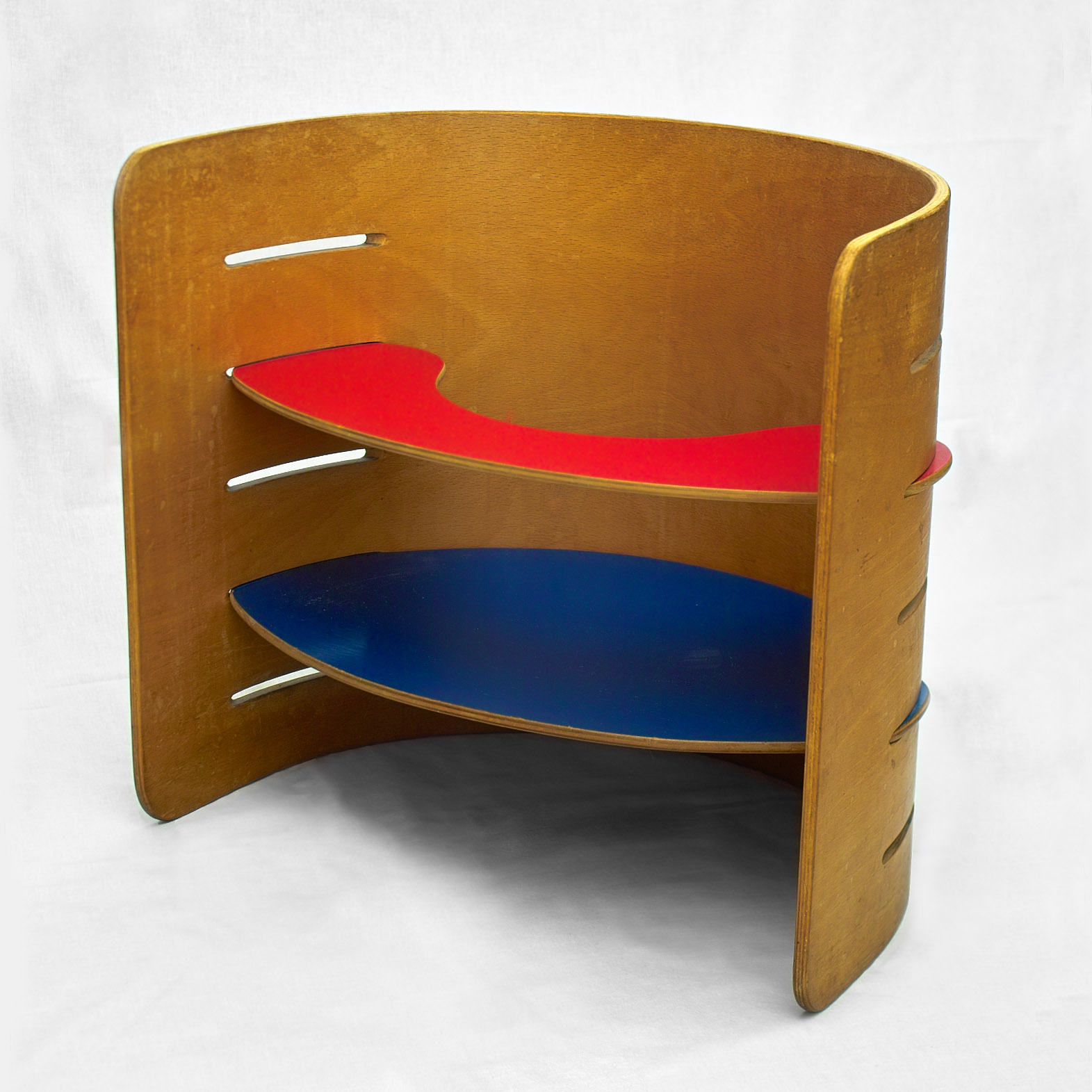
Kinderstuhl
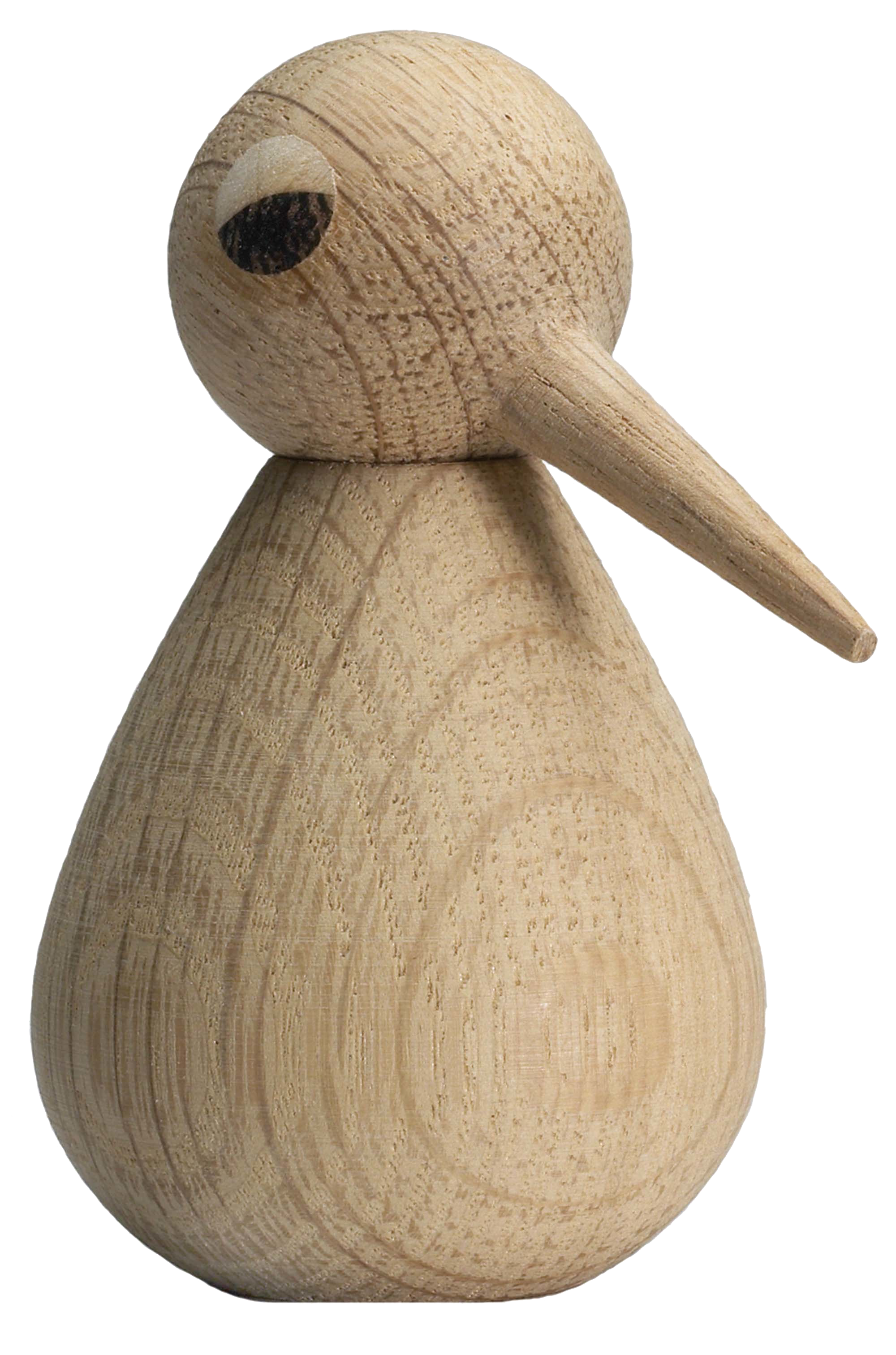
Bird

## Auszeichnungen (Auswahl)
- 1947: Copenhagen Cabinetmakers’ Guild Exhibition
- 1957: Louisiana Museum Prize
- 1962: Lunning Prize